# Rajd Jänner 2012
Rajd Jänner 2012 (29. Internationale Jänner-Rallye) – 29 edycja rajdu samochodowego Rajd Jänner rozgrywanego w Austrii. Rozgrywany był od 5 do 7 stycznia 2012 roku. Bazą rajdu była miejscowość Freistadt. Była to pierwsza runda Rajdowych Mistrzostw Europy w roku 2012. Rajd był zarazem pierwsza rundą Rajdowych Mistrzostw Austrii i pierwszą rundą Rajdowych Mistrzostw Czech. Składał się z 18 odcinków specjalnych.

## Klasyfikacja rajdu
| Msc..                  | Kierowca               | Pilot                  | Samochód                          | Czas                   | Strata                 |                        |
| Klasyfikacja generalna | Klasyfikacja generalna | Klasyfikacja generalna | Klasyfikacja generalna            | Klasyfikacja generalna | Klasyfikacja generalna | Klasyfikacja generalna |
| ---------------------- | ---------------------- | ---------------------- | --------------------------------- | ---------------------- | ---------------------- | ---------------------- |
| 1.                     | Jan Kopecký            | Pavel Dresler          | Škoda Fabia S2000                 | 2:54:20.4              | 0.0                    |                        |
| 2.                     | Juho Hänninen          | Mikko Markkula         | Škoda Fabia S2000                 | 2:55:00.5              | +40.1                  |                        |
| 3.                     | Beppo Harrach          | Andreas Schindlbacher  | Mitsubishi Lancer Evo IX R4       | 2:55:37.5              | +1:17.1                |                        |
| 4.                     | Raimund Baumschlager   | Klaus Wicha            | Škoda Fabia S2000                 | 2:55:37.7              | +1:17.3                |                        |
| 5.                     | Václav Pech jr.        | Pets Uhel              | Mini John Cooper Works S2000 1.6T | 2:56:09.8              | +1:49.4                |                        |
| 6.                     | Pavel Valoušek jun.    | Zdeněk Hrůza           | Peugeot 207 S2000                 | 2:56:46.3              | +2:25.9                |                        |
| 7.                     | Manfred Sothl          | Ilka Minor             | Mitsubishi Lancer Evo IX          | 2:57:17.0              | +2:56.6                |                        |
| 8.                     | Jaroslav Orsák         | David Šmeidler         | Mitsubishi Lancer Evo IX          | 3:00:06.3              | +5:45.9                |                        |
| 9.                     | Michał Sołowow         | Maciej Baran           | Ford Fiesta S2000                 | 3:00:34.9              | +6:14.5                |                        |
| 10.                    | Martin Semerád         | Bohuslav Ceplecha      | Mitsubishi Lancer Evo IX          | 3:00:58.2              | +6:37.8                |                        |
| Klasyfikacja ERC       |                        |                        |                                   |                        |                        |                        |
| 1.                     | Jan Kopecký            | Pavel Dresler          | Škoda Fabia S2000                 | 2:54:20.4              | 0.0                    |                        |
| 2.                     | Juho Hänninen          | Mikko Markkula         | Škoda Fabia S2000                 | 2:55:00.5              | +40.1                  |                        |
| 3.                     | Beppo Harrach          | Andreas Schindlbacher  | Mitsubishi Lancer Evo IX R4       | 2:55:37.5              | +1:17.1                |                        |
| 4.                     | Raimund Baumschlager   | Klaus Wicha            | Škoda Fabia S2000                 | 2:55:37.7              | +1:17.3                |                        |
| 5.                     | Václav Pech jr.        | Pets Uhel              | Mini John Cooper Works S2000 1.6T | 2:56:09.8              | +1:49.4                |                        |
| 6.                     | Pavel Valoušek jun.    | Zdeněk Hrůza           | Peugeot 207 S2000                 | 2:56:46.3              | +2:25.9                |                        |
| 7.                     | Jaroslav Orsák         | David Šmeidler         | Mitsubishi Lancer Evo IX          | 3:00:06.3              | +5:45.9                |                        |
| 8.                     | Michał Sołowow         | Maciej Baran           | Ford Fiesta S2000                 | 3:00:34.9              | +6:14.5                |                        |
| 9.                     | Martin Semerád         | Bohuslav Ceplecha      | Mitsubishi Lancer Evo IX          | 3:00:58.2              | +6:37.8                |                        |
| 10.                    | Hermann Gaßner sen.    | Karin Thannhäuser      | Mitsubishi Lancer Evo X           | 3:01:56.5              | +7:36.1                |                        |